# Omota
Omota – wieś w Słowenii, w gminie Semič. W 2018 roku liczyła 50 mieszkańców.